# محمد بن عبد الله بن البرقي
أبو عبد الله محمد بن عبد الله بن عبد الرحيم بن سعية بن أبي زرعة المصري بن البرقي مولى بني زهر. قال أبو سعيد بن يونس: وإنما عرف بالبرقي لأنه كان يتجر، وهو من أهل مصر. أحد رواة الحديث النبوي.
روى عن: إدريس بْن يحيى الخولاني، وأسد بْن موسى، وخالد بْن عبد الرحمن الخراساني، وخالد بْن نزار الأيلي، وسعيد بْن الحكم بْن أبي مريم، وسعيد بن كثير بن عفير، وعبد الله بن الزبير الحميدي، وعبد اللَّه بن عبد الحكم، وأبي عبد الرحمن عبد اللَّه بن يزيد المقرئ، وعبد اللَّه بْن يوسف التنيسي، وعبد الملك بْن هشام النحوي صاحب المغازي، وعمرو بن أبي سلمة التنيسي، والقاسم بن كثير، ومحمد بن يوسف الفريابي، وموسى بن هارون البردي، وأبي الأسود النضر بن عبد الجبار، ويحيى بن حسان التنيسي. روى عنه: أبو داود، والنسائي، وإِبراهيم بن يوسف بن خالد الهسنجاني، والحسن بن علي بن شبيب المعمري، والحسن بن الفرج الغزي، وابنه عبد اللَّه بن محمد بن البرقي، وعلي بن إِبراهيم بن الهيثم، وعمر بن محمد بن بجير، وأبو حاتم محمد بن إدريس الرازي، ومحمد بن المعافى بن أبي حنظلة الصيداوي.
قال النسائي: «لا بأس به». قال أبو سعيد بن يونس: «كان ثقة، حدث بكتاب المغازي عن عبد الملك بن هشام، توفي يوم الأربعاء ليومين بقيا من جمادى الآخرة سنة تسع وأربعين ومائتين».

## وفاته
توفي البرقي سنة 249 هـ.